# Combat de Merchtem
Guerre des Paysans
Batailles
- Saint-Nicolas
- 1er Boom
- Merchtem
- Zele
- Malines
- 2e Boom
- Hooglede
- Moorslede
- Zonnebeke
- 1er Diest
- 1er Louvain
- Alost
- Turnhout
- Enghien-Hal
- Hérinnes
- Audenarde
- Leuze
- 2e Louvain
- Ingelmunster
- Duffel
- Herentals
- Arzfeld
- Clervaux
- Amblève
- Stavelot
- Pollare
- Londerzeel
- Kapelle-op-den-Bos
- Bornem
- Meerhout
- 2e Diest
- 3e Diest
- Mol
- Jodoigne
- Marilles
- Beauvechain
- Hélécine
- Kapellen
- Meylem
- Hasselt

Le combat de Merchtem se déroule le 23 octobre 1798 pendant la guerre des Paysans.  Il s'achève par la victoire des républicains qui mettent en fuite une troupe insurgée à Merchtem.

## Prélude
Dans le département de la Dyle, l'insurrection commence à Asse, Merchtem et Londerzeel au soir du 21 octobre. Les insurgés prennent pour chef Franz Seghers, un ancien mayeur. La bande parcourt les environs d'Asse et de Opwijk, elle recrute des jeunes gens, lève des contributions et pille les maisons des administrateurs républicains.
À la fin du mois d'octobre 1798, le juge de paix de Merchtem signale que la place a été envahie par les insurgés et demande des secours. Les républicains de Bruxelles décident alors de former une expédition sur cette commune.
La troupe républicaine est forte de 48 hommes, composés de gendarmes à cheval, de fantassins et de 8 volontaires, dont 7 sont des fonctionnaires publics. Elle est commandée par Claret, ancien juge de paix et Bertrand, lieutenant de gendarmerie. Le détachement sort de Bruxelles le 23 octobre à quatre heures du matin et gagne Assche sans rencontrer de résistance, puis elle se porte sur le village de Molhem. Soupçonné de complicité avec les rebelles, l'agent municipal du village est arrêté. Menacé, il donne des informations sur les insurgés et déclare qu'ils sont commandés par Seghers. Les Républicains relâchent l'agent municipal, ferment l'église et tentent d'en briser les cloches qui avaient sonné le tocsin la veille. 

## Déroulement
Les républicains sont découverts et le tocsin retentit à Maesel et peut-être à Mazenzele. Claret donne alors l'ordre à sa troupe de marcher sur Merchtem. Les républicains pénètrent dans le bourg, abandonné par ses habitants, ils trouvent la maison du juge de paix pillée par les insurgés et fouillent la maison de Seghers, sans résultat. La colonne gagne alors l'ancien château seigneurial et y rencontre les forces rebelles, armées de piques et de fourches. Retranchés derrière des fossés, les quelques paysans équipés de fusils ouvrent le feu mais les républicains chargent immédiatement à la baïonnette. Peu aguerris, les paysans prennent la fuite vers Steenhuffel, mais plusieurs sont pris à revers par les gendarmes à cheval et sabrés. 

## Pertes
Les républicains reportent un petit succès mais celui-ci ne met nullement fin à l'insurrection dans le département. 21 paysans sont tués, 17 sont capturés, dont deux capucins. La colonne regagne Bruxelles. Les prisonniers sont jugés par un conseil mais ils ne sont condamnés qu'à de courtes peines d'emprisonnement, trois sont acquittés, dont les deux moines. Les Républicains perdent deux hommes, dont un volontaire de Londerzeel capturé par les insurgés et fusillé à Termonde.